# لاولند (کلرادو)
لاولند (به انگلیسی: Loveland) شهری در ایالت کلرادو کشور ایالات متحده آمریکا است که جمعیت آن در سرشماری سال ۲۰۱۰ میلادی، ۶۶٬۸۵۹ نفر بوده‌است.